# Ундиладзе
Ундиладзе (на грузински: უნდილაძე) е грузинско благородническо семейство, чийто членове се издигат в обществото на Сефевидски Иран и доминира в двора на иранския шах през 16 и 17 век.
Първият известен член на семейството бил Алахверди хан, роден в християнско семейство, но пленен от иранците по време на един от техните походи и обърнат към исляма. Влиза в гуламската армия, специална военна структура от християнски пленници. Оттам се издига до губернатор на богатата провинция Фарс, което било част от политиката на шах Абас I Велики да заменя къзълбашките емири бпо високите постове с бивши гулами. Около 1600 той е най-влиятелния министър в Сефевидската империя и след смъртта си през 1613 е наследен от сина си Имам Кули Хан. Както баща си, и той прави големи реформи в армията и увеличава значително, затова успява да разбие португалците в битката за Ормуз през 1622. По-малкия син на Алахверди хан, Дауд хан, станал губернатор на Ганджа и Карабах през 1625.
Шах Абас I вярвал на членовете на семейството и не се чувствал застрашен от техните богатство и сила. След смъртта на Абас през 1629, властта на Ундиладзе започнала рязко да спада. Новият шах, Сафи, започнал да убива обкръжението на предшественика си, по съвета на новите си министри. Един от убитите бил ментора на Абас, Рустам хан, мюсюлмански грузински принц от династията Багратиони. През 1633 Дауд хан, отстранен от позицията си в меджлиса, помага на своя девер Теймураз I във въстанието му срещу хегемонията на Сефевидите. В същата година, по заповед на шах Сафи, Имам Кули Хан и семейството му били заклани и имуществото им било добавено към дворцовата хазна. Синовете на Дауд са намерени и кастрирани. Самият Дауд, под натиска на персийски войски в Грузия, избягал в Османската империя и изчезнал от историята.
Семейството оставило голяма следа в иранската култура. Те подпомагали изкуствата и обучението и строели много усърдно, което създало едни от най-красивите образци на сефевидската архитектура, особено в Шираз и Исфахан. На остров Кешм скоро е поставена статуя на Имам Кули Хан.